# Главно управление „Въоръжение и техника“
Главно управление „Въоръжение и техника“ e бивше управление на Министерството на отбраната.

## История
Създадено е на 30 април 1963 г. със заповед № 001 на началника на Главно управление „Въоръжение и техника“ въз основа на заповед № 00101 от 1 април 1963 г. на министъра на народната отбрана с военнопощенски номер 35090. В различни периоди е военнопощенски номера 35170 и 22900. На 3 август 1982 г. със заповед № 0071 на министъра на отбраната се създават два нови отдела на базата на „Организационно-плановия отдел“. Те са отдел „Оперативна и бойна подготовка“ и „Организационен и мобилизационно-планов“ (считано от 1 октомври (1982). Състои се от следните отдели и управления:
- Политически отдел (военнопощенски № 35090 – А);
- Инспекторат (военнопощенски № 35090 – Б);
- Управление „Артилерийско въоръжение и радиолокаторна техника“ (военнопощенски № 35500);
- Управление „Автобронетанкова и инженерна техника“ (военнопощенски № 35350);
- Отдел „Свързочно въоръжение“ (военнопощенски № 35770);
- Отдел „Инженерно въоръжение“ (военнопощенски № 35780);
- Отдел „Химическа техника и въоръжение“ (военнопощенски № 35790);
- Отдел „Текущо планиране, въоръжение и техника от местно производство“ (военнопощенски № 35800);
- „Организационно-плановия отдел“ (до 1 октомври 1982);
- Отдел „Оперативна и бойна подготовка“ (от 1 октомври 1982);
- Отдел „Организационен и мобилизационно-планов“ (от 1 октомври 1982);
- Управление „Военноремонтни бази и заводи“

## Наименования
- Главно управление „Въоръжение и техника“ – под. (35170) 22900 (1963 – 1990)
- Командване на материално-техническо и тилово осигуряване (1990 – 1992)